# Eretmocerus gunturiensis
Eretmocerus gunturiensis is een vliesvleugelig insect uit de familie Aphelinidae. De wetenschappelijke naam is voor het eerst geldig gepubliceerd in 1972 door Hayat.